# Megachile sculpturalis
L'ape resinosa gigante o ape cinese, anche megachile asiatico (Megachile sculpturalis) Smith, 1853 è un imenottero apoideo della famiglia Megachilidae. 

## Descrizione
Si tratta di una ape solitaria piuttosto grande per la sua famiglia, con dimensioni comprese fra 13 e 25 mm. L'insetto è di colore nero con peluria gialla sul torace.

## Distribuzione e habitat
L'apoideo è originario dell'estremo oriente (Cina e Giappone), ma recentemente sta colonizzando la costa orientale degli Stati Uniti d'America, ed è presente anche in Canada, nell'Ontario. Inoltre si sta diffondendo anche in Europa e segnatamente in Italia.